# السعيدية البحرية
السعيدية البحرية هي إحدى قرى مركز كفر سعد التابع لمحافظة دمياط بجمهورية مصر العربية.